# Dietrich Nikolaus Winkel
Dietrich Nikolaus Winkel (* 1777 in Lippstadt; † 28. September 1826 in Amsterdam) war ein deutsch-niederländischer Erfinder. Er erfand unter anderem einen Vorläufer des Metronoms und das Componium, einen Automaten nach dem Vorbild des Panharmonikons. Neu daran war, dass dieser Automat Variationen an der gespeicherten Musik vornehmen konnte.

## Leben
Winkel siedelte sich kurz nach 1800 in Amsterdam an. Er stellte fest, dass Pendel, die an beiden Seiten mit Gewichten versehen wurden, besser für langsame Intervalle geeignet waren. Das erste dieser „Cronometer“ erhielt das königliche Institut für Wissenschaft und Künste in Amsterdam. Er registrierte sein Chronometer offiziell am 14. August 1815. Johann Nepomuk Mälzel fügte dem Instrument eine Skala hinzu und ließ es unter der Bezeichnung Metronom patentieren. Nach einem Rechtsstreit wurde Dietrich Nikolaus Winkel die Erfindung zugesprochen.

## Zeitgenössische Zeitungsberichte
Deutscher Text aus dem Jahr 1845:

„In Deutschland erwarben sich um diese Erfindung Bürja in Berlin, Weisske in Meissen und hauptsächlich Stockei in Burg 1801 Verdienst. Des letztern Erfindung verbesserte der berühmte Mechaniker Mälzel in Wien, dessen Ruhm jedoch Winkel in Amsterdam streitig machte, indem er sich für den Erfinder dieses Instruments, von nun an Mälzels Metronom genannt, ausgab. Dieser Metronom besteht aus einem metallenen Pendel, an dem sich ein verschiebbares, mit einer Schraube zum Feststellen versehenes Bleigewicht, der Regulator, befindet. Man hat nun diesen Pendel sowohl einfach freihängend, als auch durch ein Uhrwerk getrieben, in welchem letztern Falle er, wie sich von selbst versteht, bedeutend kostspieliger ist, und den Zweck […] nicht besser erfüllt als der einfache. Der Pendel selbst ist in Grade getheilt, die die Zahlen von 50—160 umschliessen […]“

Ein weiterer Bericht von 1870 nimmt den Standpunkt ein, dass Mälzels Idee kopiert wurde.
Eine sehr ausführliche Abhandlung findet sich in der Allgemeinen musikalischen Zeitung von 1818.
Zitat aus: The Harmonicon. Band 4, Teil 1, William Ayrton, 1826:

“Amsterdam. On the 28th September died in this city, M. Winkel, well known for his skill in mechanical science, particularly as applied to music. As a proof of his talents, we need only mention the Componium, or Musical Improvisatore*, which excited great interest amongst connoisseurs, particularly at Paris. Several other specimens of musical mechanism do honour to his talents; but in private life he was modest, and others often obtained credit for inventions which M. Winkel might justly have claimed. The Metronome, usually called Maelzel’s, ought to bear the name of Winkel, for the original idea was his; although it is true that Maelzel brought to perfection the instrument which was invented by the Dutch mechanic. —Revue Encyclopédique.”